# Rodrigo Palacio
Rodrigo Sebastián Palacio Alcalde (Bahía Blanca, 5 februari 1982) is een Argentijns voetballer die bij voorkeur als aanvaller speelt. Hij verruilde Internazionale in augustus 2017 voor Bologna. Palacio debuteerde op 9 maart 2005 in het Argentijns voetbalelftal, tegen Mexico. Hij maakte deel uit van de selectie voor het WK 2006.
Palacio werd in 2006 tweede in de verkiezing voor de Zuid-Amerikaans Voetballer van het Jaar, achter Matías Fernández.

## Carrière

### Argentinië
Palacio werd als jongetje opgenomen in de jeugdopleiding van Huracán, waarvoor hij in 2002 zijn debuut maakte in het betaald voetbal. Nadat hij hier in anderhalf jaar mer dan vijftig competitiewedstrijden in de Primera B Nacional speelde, stapte hij in januari 2004 over naar Banfield, om daarmee in de Primera División te spelen. Hier speelde Palacio zich in de kijker bij Boca Juniors, dat in juli 2005 zijn derde club in Argentinië werd.
Palacio speelde in vier jaar 130 competitiewedstrijden in het eerste voor Boca Juniors. Daarmee werd hij in zowel de Apertura 2005, de Clausura 2006 als de Apertura 2008 Argentijns landskampioen. Daarnaast won hij met Boca in 2005 de Copa Sudamericana, in 2005, 2006 en 2008 de Recopa Sudamericana en in 2007 de Copa Libertadores. Palacio scoorde onder meer in zowel de eerste wedstrijd van de finale van de Copa Sudamericana, de finale van zowel de Recopa Sudamericana 2006 als 2008 en in de eerste wedstrijd van de finale om de Copa Libertadores. Hij scoorde ook voor Boca in de finale van het WK clubteams 2007, maar verloor die met zijn teamgenoten met 2-4 van AC Milan.

### Italië
Genoa haalde Palacio in juli 2009 naar de Serie A om binnen het team Diego Milito te vervangen. Hiermee werd hij in de volgende drie seizoenen negende, tiende en zeventiende van Italië. Hoewel zijn ploeg in zijn derde seizoen één plaats boven de degradatiestreep eindigde, werd Palacio met negentien doelpunten vijfde op de topscorerslijst van de Serie A dat jaar.
Het datzelfde seizoen als zesde geëindigde Internazionale haalde Palacio in juli 2012 naar Milaan. Hij debuteerde voor de club in een kwalificatiewedstrijd voor de UEFA Europa League. Op 18 augustus 2012 maakte hij zijn eerste doelpunt voor Inter. Op 3 maart 2013 maakte hij als invaller twee doelpunten tegen Catania. Daarmee boog hij eigenhandig een 2-1-achterstand om in een 2-3-overwinning voor Inter. Op 22 december 2013 maakte hij het enige doelpunt in een stadsderby tegen AC Milan.

## Clubstatistieken
| Seizoen | Club           | Competitie         | Duels | Goals |
| ------- | -------------- | ------------------ | ----- | ----- |
| 2002/03 | Huracán        | Primera B Nacional | 34    | 10    |
| 2003/04 | Huracán        | Primera B Nacional | 19    | 5     |
| 2003/04 | Banfield       | Primera División   | 19    | 2     |
| 2004/05 | Banfield       | Primera División   | 17    | 7     |
| 2004/05 | Boca Juniors   | Primera División   | 15    | 3     |
| 2005/06 | Boca Juniors   | Primera División   | 32    | 17    |
| 2006/07 | Boca Juniors   | Primera División   | 32    | 20    |
| 2007/08 | Boca Juniors   | Primera División   | 31    | 10    |
| 2008/09 | Boca Juniors   | Primera División   | 20    | 5     |
| 2009/10 | Genoa CFC      | Serie A            | 31    | 7     |
| 2010/11 | Genoa CFC      | Serie A            | 27    | 9     |
| 2011/12 | Genoa CFC      | Serie A            | 32    | 19    |
| 2012/13 | Internazionale | Serie A            | 26    | 12    |
| 2013/14 | Internazionale | Serie A            | 37    | 17    |
| 2014/15 | Internazionale | Serie A            | 35    | 8     |
| 2015/16 | Internazionale | Serie A            | 27    | 2     |
| 2016/17 | Internazionale | Serie A            | 15    | 0     |
| 2017/18 | Bologna        | Serie A            | 28    | 4     |
| 2018/19 | Bologna        | Serie A            | 28    | 3     |
| 2019/20 | Bologna        | Serie A            | 16    | 5     |
| Totaal  | Totaal         | Totaal             | 521   | 165   |

## Erelijst
| Copa Libertadores                   | 1x | 2007             |
| Copa Sudamericana                   | 1x | 2005             |
| Recopa Sudamericana                 | 3x | 2005, 2006, 2008 |
| Primera División (Winnaar Apertura  | 2x | 2005, 2008       |
| Primera División (Winnaar Clausura) | 1x | 2006             |

1 Skorupski ·
2 Holm ·
3 Posch ·
5 Erlić ·
6 Moro ·
7 Orsolini ·
8 Freuler ·
9 Castro ·
10 Karlsson ·
11 Ndoye ·
14 Iling-Junior ·
15 Casale ·
16 Corazza ·
17 El Azzouzi ·
18 Pobega ·
19 Ferguson  ·
20 Aebischer ·
21 Odgaard ·
22 Lykogiannis ·
23 Bagnolini ·
24 Dallinga ·
26 Lucumí ·
28 Cambiaghi ·
29 De Silvestri ·
30 Domínguez ·
31 Beukema ·
33 Miranda ·
34 Ravaglia ·
80 Fabbian ·
82 Urbański ·
Coach: Italiano
1 Abbondanzieri ·
2 Ayala ·
3 Sorín  ·
4 Coloccini ·
5 Cambiasso ·
6 Heinze ·
7 Saviola ·
8 Mascherano ·
9 Crespo ·
10 Riquelme ·
11 Tévez ·
12 Franco ·
13 Scaloni ·
14 Palacio ·
15 Milito ·
16 Aimar ·
17 Cufré ·
18 Rodríguez ·
19 Messi ·
20 Cruz ·
21 Burdisso ·
22 González ·
23 Ustari ·
Coach: Pékerman
1 Abbondanzieri ·
2 Ayala  ·
3 Díaz ·
4 Ibarra ·
5 Gago ·
6 Heinze ·
7 Palacio ·
8 Zanetti ·
9 Crespo ·
10 Riquelme ·
11 Tévez ·
12 Carrizo ·
13 González ·
14 Mascherano ·
15 G. Milito ·
16 Aimar ·
17 Burdisso ·
18 Messi ·
19 Cambiasso ·
20 Verón ·
21 D. Milito ·
22 Orión ·
Coach: Basile
1 Romero ·
2 Garay ·
3 Campagnaro ·
4 Zabaleta ·
5 Gago ·
6 Biglia ·
7 Di María ·
8 Pérez ·
9 Higuaín ·
10 Messi  ·
11 Rodríguez ·
12 Orión ·
13 A. Fernández ·
14 Mascherano ·
15 Demichelis ·
16 Rojo ·
17 F. Fernández ·
18 Palacio ·
19 Álvarez ·
20 Agüero ·
21 Andújar ·
22 Lavezzi ·
23 Basanta ·
Coach: Sabella